# Giuseppe Grasser
Giuseppe Grasser (in tedesco Joseph G.; Glorenza, 3 dicembre 1782 – Verona, 22 novembre 1839) è stato un vescovo cattolico italiano.

## Biografia
Nato da Joseph e Barbara Veihl, entrò giovanissimo nel seminario di Merano, città allora sottoposta alla diocesi di Coira. Ordinato sacerdote nel 1806, per un primo tempo svolse l'attività di cooperatore, vicario e parroco ma, conclusi gli studi all'università di Innsbruck, si dedicò all'insegnamento, arrivando alla carica di direttore generale dei ginnasi del Tirolo.
Candidatosi alla cattedra di teologia morale presso l'università di Innsbruck, dovette lasciare il mondo accademico perché Francesco I, con l'assenso della Santa Sede, lo volle vescovo di Treviso (allora la città era compresa nel regno Lombardo-Veneto). Preconizzato nel 1822, fu consacrato l'anno successivo dal patriarca di Venezia Giovanni Ladislao Pyrker. Prima però di stabilirsi nella sede episcopale, trascorse alcuni mesi a Rovereto ospite dell'amico Antonio Rosmini per impratichirsi con la lingua italiana.
Fu accolto con tutti gli onori dal popolo di Treviso, ai quali era giunta la sua fama di intellettuale, letterato e teologo (ma anche perché attendevano un nuovo vescovo da sei anni). Il Trevigiano era un territorio che ben tollerava il regime Austriaco, benché, soprattutto tra il clero, cominciassero a diffondersi idee anti-asburgiche. Grasser si ritrovò quindi a fare da tramite tra l'imperatore, con cui aveva ottimi rapporti, e gli abitanti; provvedeva a diffondere i dispacci del governo, ma anche a correggere o rifiutare gli ordini che riteneva ingiusti. Si distinse inoltre per il suo spirito caritatevole nei confronti dei più deboli e si prodigò per la diffusione dell'istruzione e della cultura.
Diede inoltre nuovo lustro al seminario della diocesi, animandone l'attività con frequenti visite e presiedendo alle sessioni di esame. Curò particolarmente la biblioteca e spinse per un corpo insegnante competente, invitando i chierici a frequentare i corsi del seminario centrale di Padova. I suoi interventi ebbero gli effetti sperati, tant'è che gli fu unito il ginnasio pubblico di Treviso.
Particolare importanza ebbe la visita pastorale cominciata nel 1826, svolta con assiduità e diligenza. Appoggiato da un governo attento alle problematiche della Chiesa, intendeva riordinare quella situazione caotica che si era instaurata durante il turbolento periodo napoleonico. Grasser non riuscì però a concluderla perché nel 1828 l'imperatore propose di crearlo vescovo di Verona. La proposta fu accolta dalla Santa Sede, che lo trasferì nel 1829.
A Verona fu accolto con una certa indifferenza, ma seppe presto conquistarsi le simpatie di popolo e clero continuando la politica intrapresa dal predecessore Innocenzo Maria Liruti (quest'ultimo era infatti intervenuto su vari fronti lasciando una diocesi esemplare). La sua fama si accrebbe inoltre con il ritrovamento del corpo di San Zeno, nel 1838.
L'operato di Grasser a Verona fu encomiato in un opuscolo di Aloys Schloer, sacerdote proveniente dalla diocesi di Vienna e ospite della città tra il 1837 e il 1838. A questo seguirono riconoscimenti più autorevoli: fu nominato assistente al Soglio Pontificio ed ebbe la corona di ferro da Francesco I.
Morì a Verona per febbre miliare, rimanendo oggetto di elogi per lungo tempo.

## Genealogia episcopale e successione apostolica
La genealogia episcopale è:
- Cardinale Scipione Rebiba
- Cardinale Giulio Antonio Santori
- Cardinale Girolamo Bernerio, O.P.
- Arcivescovo Galeazzo Sanvitale
- Cardinale Ludovico Ludovisi
- Cardinale Luigi Caetani
- Cardinale Ulderico Carpegna
- Cardinale Paluzzo Paluzzi Altieri degli Albertoni
- Cardinale Flavio Chigi
- Papa Clemente XII
- Cardinale Giovanni Antonio Guadagni
- Cardinale Cristoforo Migazzi
- Vescovo Michael Léopold Brigido
- Arcivescovo Sigismund Anton von Hohenwart, S.I.
- Patriarca Giovanni Ladislao Pyrker, O.Cist.
- Vescovo Giuseppe Grasser

La successione apostolica è:
- Vescovo Carlo Domenico Ferrari (1834)